# الحلم (قصة قصيرة)

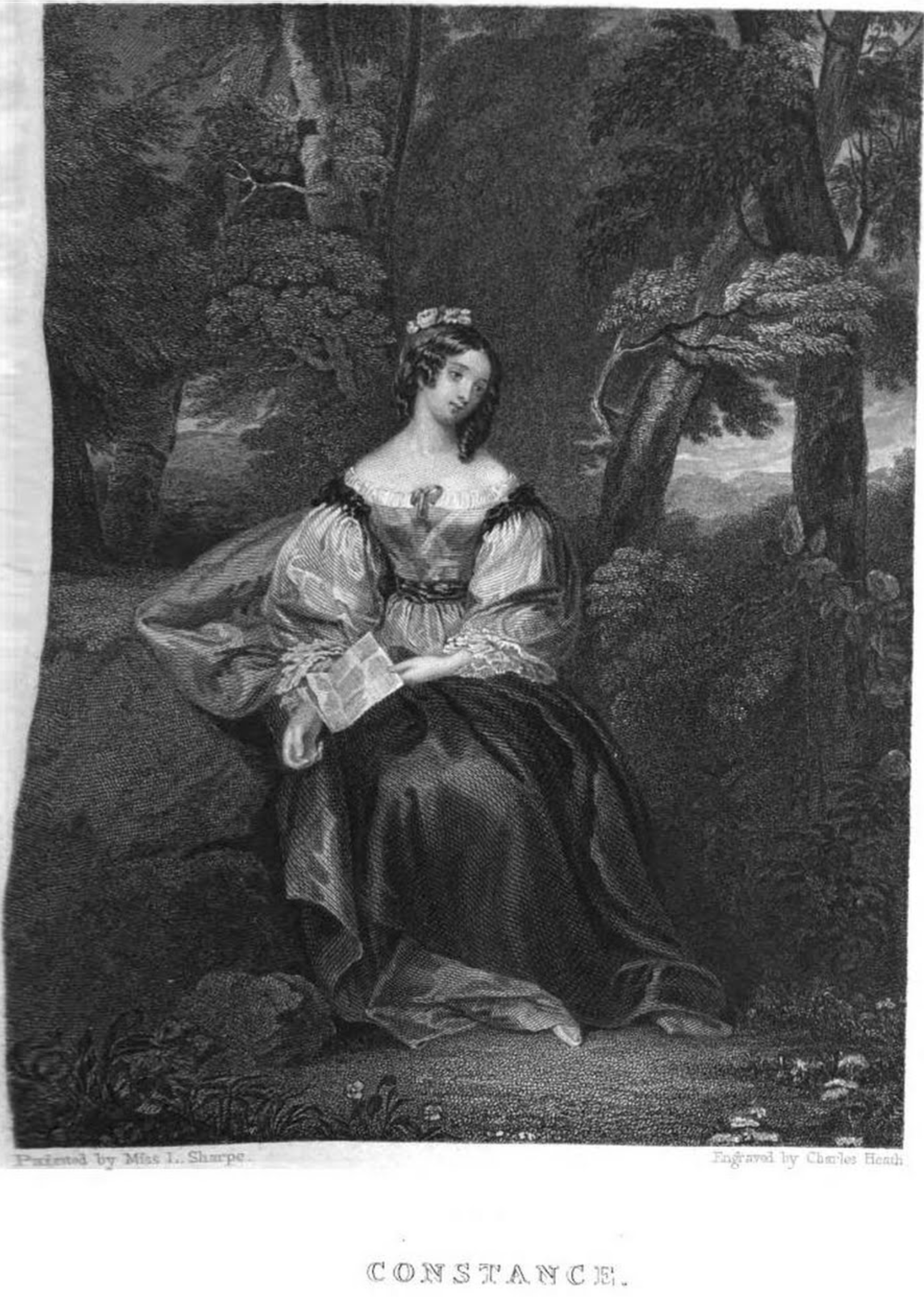
كونستانس، نقش تشارلز هيث من لوحة لويزا شارب من التذكار لعام 1832، قصة الحلم

الحلم هي حكاية قوطية كتبتها ماري شيلي ونشرت لأول مرة في مجلة التذكار عام 1832. تدور أحداث القصة في فرنسا في مطلع القرن السابع عشر، وهي قصة امرأة شابة تدعى كونستانس تقع في حب غاسبار، ابن عدو والدها. لأن آباءهم قتلوا بعضهم البعض في المعركة، تشعر كونستانس أنها لا تستطيع الزواج من جاسبار، على الرغم من أنه يحبها أيضًا. تقضي ليلة على أريكة سانت كاترين، وهي حافة صخرية تطل على النهر، على أمل أن ترشيدها سانت كاترين الى الطريق الصحيح بخصوص أحلامها. بعد أن فعلت ذلك، تزوج كونستانس وجاسبار في اليوم التالي.

## تاريخ النشر
نُشرت رواية الحلم لأول مرة في مجلة التذكار لعام 1832، وهي مجلة أدبية بريطانية سنوية. كانت مصحوبة برسم توضيحي منقوش يسمى كونستانس، رسمته لويزا شارب ونقشه تشارلز هيث. ومنذ ذلك الحين أعيد طبعها في عدة مختارات. توجد نسخة عادلة من مخطوطة ثلاثية الأبعاد للحكاية في مكتبة كارل إتش بفورتسهايمر في نيويورك، مما يوضح أن شيلي قامت بإعادة كتابة النسخة الأصلية من الحكاية لتناسب الرسم التوضيحي بشكل أفضل. 

## الملخص
أصبحت الكونتيسة كونستانس دي فيلنوف وريثة يتيمة مؤخرًا تعيش في نانت، فرنسا، وهي تحب ابن عدو والدها، غاسبار دي فودمون. قتل آباؤهم بعضهم البعض في المعركة، وتشعر كونستانس بالتمزق بين حبها لغاسبار وواجبها تجاه والدها الراحل. يُحاول غاسبار والملك هنري الرابع صديق والدها طمأنة كونستانس بأنه سيكون من الخطأ التضحية بسعادتها، لكنها تبقى غير متأكدة. غير قادرة على اتخاذ قرار بشأن الزواج، قررت قضاء ليلة نائمة على أريكة سانت كاترين، وهي حافة صخرية تطل على نهر لوار. تقول الأسطورة أن القديس كاثرين ستظهر لأي شخص ينام على الصخرة وتقدم له التوجيه. يسمع غاسبار عن هذه الخطة، ويشعر بالرعب على سلامة كونستانس، ويراقب تحت الحافة طوال الليل. تحلم كونستانس بموت غاسبار في المعركة، والعذاب الذي تشعر به بشأن فكرة فقدانه مما يقنعها بأن الزواج منه هو الشيء الصحيح الذي يجب القيام به. قبل أن تستيقظ مباشرةً، تبدأ في القذف والدوران، ويندفع غاسبار إلى جانبها. تستيقظ بين ذراعي غاسبار، مما يمنعها من السقوط ووفاتها في النهر. تخبره عن حلمها وقرارها بالزواج منه، زيتزوجان في وقت لاحق من ذلك اليوم في الكنيسة المخصصة لسانت كاترين.

## الموضوعات والمؤثرات
الحلم هي واحدة من الحكايات القوطية العديدة التي نشرتها ماري شيلي في مجلة التذكار. وتشمل القصص الأخرى "فرديناندو إيبولي" (1829)، و"العين الشريرة" (1830)، و"التحول" (1831)، و"الفتاة الخفية" (1832) و"المورتال الخالد" (1834). حكاية الحلم أكثر غموضًا من بعض حكايات شيلي الأخرى، لكنها تتعامل مع الموضوعات القوطية الشائعة مثل الحب المحبط، والرسائل في الأحلام، ورؤى الأشباح.
ربما تأثرت الحكاية بقصيدة جون كيتس عشية القديسة أغنيس، وهي أيضًا قصة امرأة شابة تتحول إلى قوة خارقة للطبيعة للحصول على المشورة الرومانسية. 
من حيث الشكل، حكاية الحلم هي نسخة مختلفة من القطعة القوطية، والتي تمثلها "السير برتراند: قطعة" (1773) لآنا ليتيتيا أيكن . على الرغم من أنها غالبًا ما تُصنف على أنها قصة قصيرة، إلا أن هذا النموذج لم يُسمى حتى ثمانينيات القرن التاسع عشر في بريطانيا. تُصنف بشكل أكثر دقة على أنها حكاية قوطية، وهي قصة عن تجربة غريبة أو خارقة للطبيعة، وغالبًا ما تُسرد بضمير الغائب. 

## الروابط الخارجية
- "الحلم" في حكايات ماري شيلي القوطية في التذكار